# 修復歴
修復歴（しゅうふくれき）とは、過去に交通事故その他の災害などにより、自動車の車体の骨格部位を損傷し、「修正」あるいは「交換」により修復したことをいう。自動車の流通過程での未修復である「現状車」も同様の判定基準を適用している。
事故を起こしてなくとも修復歴に該当する車体の骨格部位（主に内鈑やフレーム）が損傷もしくは修正されていた場合、修復歴となる。逆に事故を起こしてはいても、バンパーを交換した、ドアのへこみを戻し塗装した、だけでは修復歴にならず、交換跡、修理跡と判断される。したがって、修復歴は事故歴と混同されがちだが、別物であるといえる。
修復歴は日本自動車査定協会 (JAAI)において定義されているが、その判定基準が全国のオートオークションごとに異なっていたため、日本オートオークション協議会において、平成14年に「統一検査基準検討専門部会」及び「同分科会」を設置し、修復歴判定基準の統一に向けて研究・検討を行っている。
基本的に一度元の形状に修復出来ればその後は何度でも修復は可能であるが、完全な元の状態には戻らず、そのような車両の場合、明らかにひと目でわかるようなボディの歪みが発生することもある。　
一般的に修有りの車両は中古車としての価値が大きく下がるが、昭和末期〜平成時代にかけて生産された国産スポーツカーなどは現在も人気があり高値で取引されているため、複数回の修有り車であっても無し車と比較して中古相場はさほど変わらないこともある。

## 修復歴基準
1. 下記の骨格部位に損傷があるもの、又は修復されているものは修復歴とする。
2. 但し、骨格は溶接接合されている部位（部分）とし、ネジ止め部位（部分）は、骨格としない。

- クランプ跡があっても、下記判定基準に該当しない場合は修復歴としない。
- 修復歴の判定はボディ形状・構造（フレーム付き車など）や損傷の度合い等により異なる場合がある。

| No. | 骨格部位                                                                            | 修復歴とするもの | 修復歴としないもの |
| --- | ----------------------------------------------------------------------------------- | --- | --- |
| 1   | クロスメンバー (フロント・リア)                                                     | 1)交換されているもの 2)曲がり、凹み又はその修理跡があるもの | 1)小さな凹み又はその修復歴があるもの 2)突き上げによる凹み、傷又はその修理跡があるもの |
| 2   | サイドメンバー (フロント・リア) (フロントはコアサポートより後ろに位置する部分のみ)  | 1)交換されているもの 2)曲がり、凹み又はその修理跡があるもの | 1)コアサポートより前に位置する部分の損傷又はその修理跡があるもの 2)けん引フック取り付け部分の損傷又はその修理跡があるもの 3)バンパーステー取り付け部の軽微な凹み又はその修理跡があるもの 4)突き上げによる凹み、傷又はその修理跡があるもの |
| 3   | インサイドパネル (フロント) (コアサポートより後ろに位置する部分のみ) ダッシュパネル | 1)交換されているもの 2)外部又は外板を介して波及した凹み又はその修理跡があるもの                                                                                       | 1)コアサポートより前に位置する部分の損傷又はその修理跡があるもの 2)軽微な凹み又はその修理跡があるもの |
| 4   | ピラー (フロント・センター・リア)                                                   | 1)交換されているもの 2)スポット打ち直しがあるもの 3)外部又は外板を介して波及した凹み又はその修理跡があるもの                                                          | 1)外部に露出している部分に凹み又は修理跡があるもの 2)ボディサイドシルパネルの単体部品の交換時に生じるピラー下部に、溶接処理跡があるもの 3)外部又は外板を介さない凹み又はその修理跡があるもの ※シートベルトの挟み込みによる凹み、ドアの開き過ぎによるヒンジ部の凹み又はふくらみ 4)ワンボックス車等で、ルーフからステップまで一体として露出しているパネル状センターピラー等のアウター部はピラーとしない。 |
| 5   | ルーフ                                                                              | 1)交換されているもの 2)ピラーから波及した凹み又はその修理跡があるもの                                                                                                 | 1)ピラーから波及した以外の凹み又はその修理跡があるもの |
| 6   | センターフロアパネル フロアサイドメンバー                                           | 1)交換されているもの 2)パネル接合部に、はがれ又は修理跡があるもの 3)破れ(亀裂)があるもの 4)外部又は外板を介してパネルに凹み、メンバーに曲がり又はその修理跡があるもの | 1)突き上げ等でパネル又はメンバーに凹み、曲がり、軽微な破れ又はその修理跡があるもの |
| 7   | リアフロア (トランクフロア)                                                         | 1)交換されているもの 2)パネル接合部に、はがれ又は修理跡があるもの 3)破れ(亀裂)があるもの 4)外部又は外板を介して波及した凹み又はその修理跡があるもの                   | 1)リアエンドパネル又はリアフェンダー等の交換時に生じた損傷があるもの 2)軽微な凹み、破れ又はその修理跡があるもの 3)スペアタイヤ等格納部の突き上げによる凹み、軽微な破れ又はその修理跡があるもの |
| 8   | ラジエータコアサポート                                                              | 1)交換されており、かつコアサポートと隣接するインサイドパネルに凹み、クロスメンバーに曲がり、凹み又はその修理跡があるもの                                              | 2)交換されていないもの |